# Maldito alcohol
Maldito alcohol è un singolo del rapper statunitense Pitbull, pubblicato l'11 maggio 2010 come secondo estratto dal quinto album in studio Armando.

## Descrizione
Il brano, prodotto da Afrojack e DJ Buddha, fu pubblicato sia sotto forma di CD che di download digitale.